# یابو، هیوگو
یابو در استان هیوگو در کشور ژاپن  واقع شده‌است  که دارای جمعیت ۲۷٬۴۲۸ نفر و مساحت ۴۲۲٫۷۸ کیلومتر مربع با تراکم جمعیت ۶۴٫۹  نفر در کیلومترمربع است و در تاریخ ۱ آوریل ۲۰۰۴ به عنوان شهر شناخته شد.